# Víkingur Gøta
Maillots
Actualités
Le Víkingur Gøta est un club de football féroïen résultant de la fusion du GÍ Gøta et du LÍF Leirvík. 
L'équipe joue ses matchs à domicile dans l'ancien stade de GÍ, Sarpisgerdi. Tandis que le siège du club se situe à Leirvík. À la suite de la fusion, l'effectif A du club est constitué d'une grande partie des joueurs qui évoluaient à GÍ contre une minorité de joueurs de LÍF.

## Histoire
Le club est fondé le 4 février 2008 à la suite de la fusion du GÍ Gøta et du LÍF Leirvik.
Si ce n'est pas le premier club féroïen à franchir un premier tour de qualification à une Coupe d'Europe, le Víkingur Gøta est par contre le premier à franchir deux tours et jouer ainsi un troisième tour de qualification, en l'occurrence  celui de la Ligue Europa 2014-2015 après avoir éliminé successivement les Lettons de Daugava Daugavpils et ensuite les Norvégiens de Tromsø IL au deuxième tour. Lors du troisième tour de qualification, Vikingur est éliminé par le Rijeka.
Le club remporte le Championnat des îles Feroé en 2016 et en 2017.

## Bilan sportif

### Palmarès
- Championnat des îles Féroé (3)
  - Champion : 2016, 2017 et 2024
  - Vice-champion : 2022 et 2023

- Coupe des îles Féroé (6)
  - Vainqueur : 2009, 2012, 2013, 2014, 2015 et 2022
  - Finaliste : 2016, 2019 et 2020

- Supercoupe des îles Féroé (5)
  - Vainqueur : 2014, 2015, 2016, 2017 et 2018
  - Finaliste : 2010 et 2013

### Bilan européen
Légende
- Victoire ou qualification pour le tour suivant
- Match nul
- Défaite ou élimination de la compétition

Note : dans les résultats ci-dessous, le score du club est toujours donné en premier
| Saison    | Compétition             | Tour             | Club                  | Domicile | Extérieur | Total  |
| --------- | ----------------------- | ---------------- | --------------------- | -------- | --------- | ------ |
| 2010-2011 | Ligue Europa            | Deuxième tour Q  | Beşiktaş JK           | 0 - 4    | 0 - 3     | 0 - 7  |
| 2012-2013 | Ligue Europa            | Premier tour Q   | FK Homiel             | 0 - 6    | 0 - 4     | 0 - 10 |
| 2013-2014 | Ligue Europa            | Premier tour Q   | Inter Turku           | 1 - 1    | 1 - 0     | 2 - 1  |
| 2013-2014 | Ligue Europa            | Deuxième tour Q  | Petrolul Ploiești     | 0 - 4    | 0 - 3     | 0 - 7  |
| 2014-2015 | Ligue Europa            | Premier tour Q   | FC Daugava            | 2 - 1    | 1 - 1     | 3 - 2  |
| 2014-2015 | Ligue Europa            | Deuxième tour Q  | Tromsø IL             | 0 - 0    | 2 - 1     | 2 - 1  |
| 2014-2015 | Ligue Europa            | Troisième tour Q | HNK Rijeka            | 1 - 5    | 0 - 4     | 1 - 9  |
| 2015-2016 | Ligue Europa            | Premier tour Q   | Rosenborg BK          | 0 - 2    | 0 - 0     | 0 - 2  |
| 2016-2017 | Ligue Europa            | Premier tour Q   | FK Ventspils          | 0 - 2    | 0 - 2     | 0 - 4  |
| 2017-2018 | Ligue des champions     | Premier tour Q   | Trepça '89            | 2 - 1    | 4 - 1     | 6 - 2  |
| 2017-2018 | Ligue des champions     | Deuxième tour Q  | FH Hafnarfjörður      | 0 - 2    | 1 - 1     | 1 - 3  |
| 2018-2019 | Ligue des champions     | Premier tour Q   | HJK Helsinki          | 1 - 2    | 1 - 3     | 2 - 5  |
| 2018-2019 | Ligue Europa            | Deuxième tour Q  | Torpedo Koutaïssi     | 0 - 4    | 0 - 3     | 0 - 7  |
| 2022-2023 | Ligue Europa Conférence | Premier tour Q   | Europa FC             | 1 - 0    | 2 - 1     | 3 - 1  |
| 2022-2023 | Ligue Europa Conférence | Deuxième tour Q  | DAC Dunajská Streda   | 0 - 2    | 0 - 2     | 0 - 4  |
| 2023-2024 | Ligue Europa Conférence | Premier tour Q   | Inter Club d'Escaldes | 1 - 1    | 1 - 2     | 2 - 3  |
| 2024-2025 | Ligue Conférence        | Premier tour Q   | FK Liepāja            | 2 - 0    | 1 - 1     | 3 - 1  |
| 2024-2025 | Ligue Conférence        | Deuxième tour Q  | KAA La Gantoise       | 0 - 3    | 1 - 4     | 1 - 7  |
| 2025-2026 | Ligue des champions     | Premier tour Q   | Lincoln Red Imps      | 2 - 3    | 0 - 1     | 2 - 4  |
| 2025-2026 | Ligue Conférence        | Troisième tour Q | Linfield FC           | 2 - 1    | 0 - 2     | 2 - 3  |